# Stanhopea graveolens
Stanhopea graveolens är en orkidéart som beskrevs av John Lindley. Stanhopea graveolens ingår i släktet Stanhopea och familjen orkidéer. Inga underarter finns listade i Catalogue of Life.

## Bildgalleri

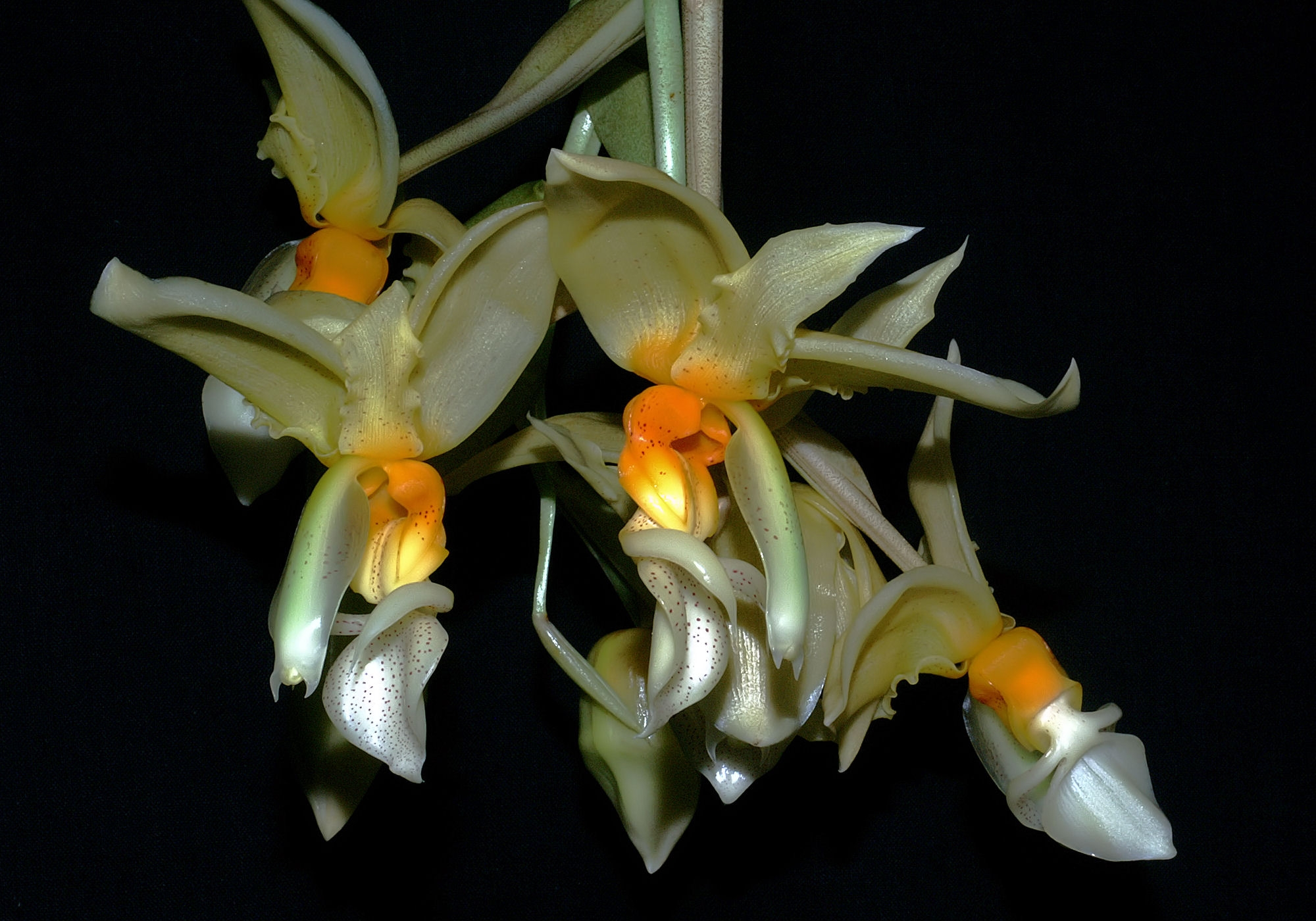
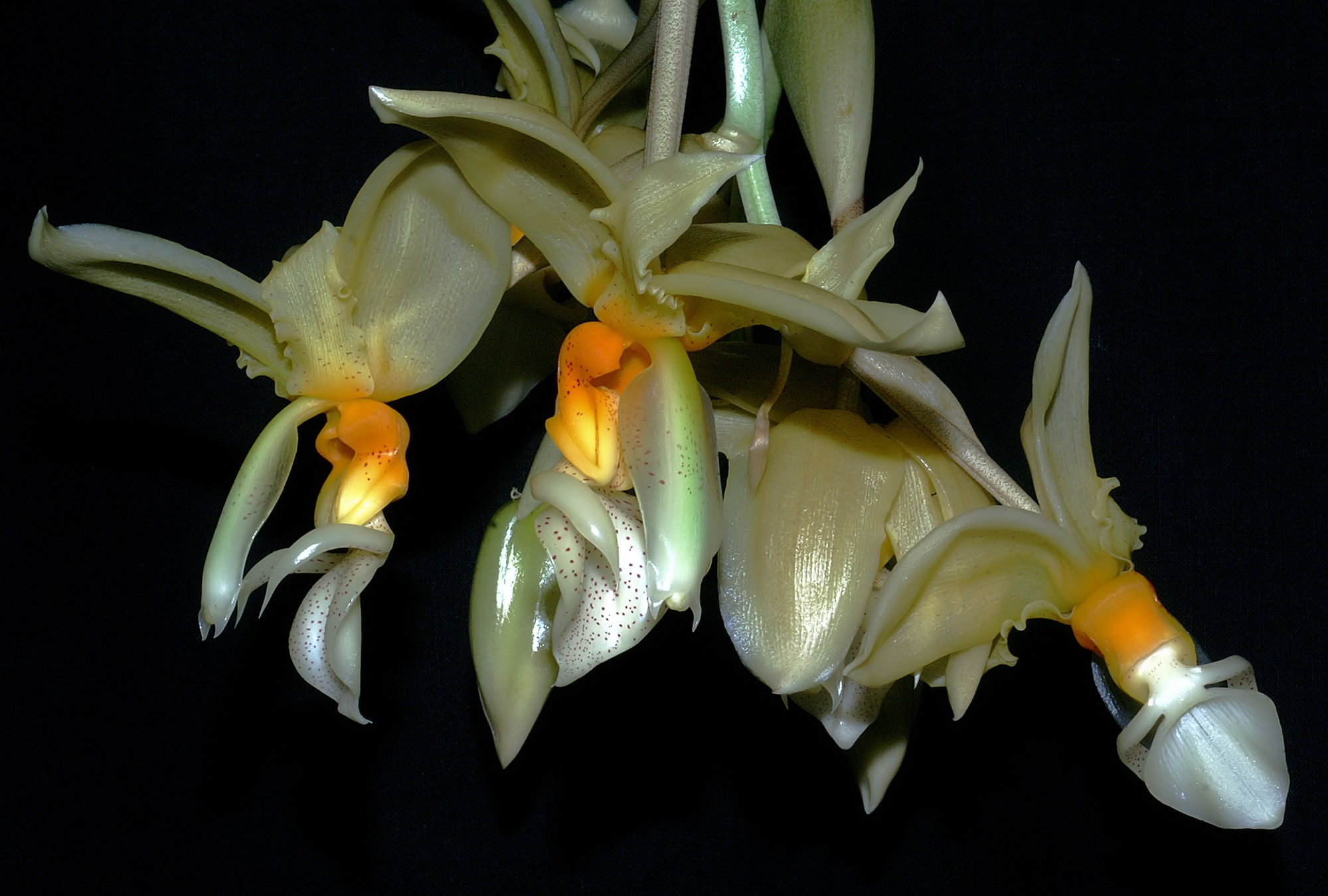
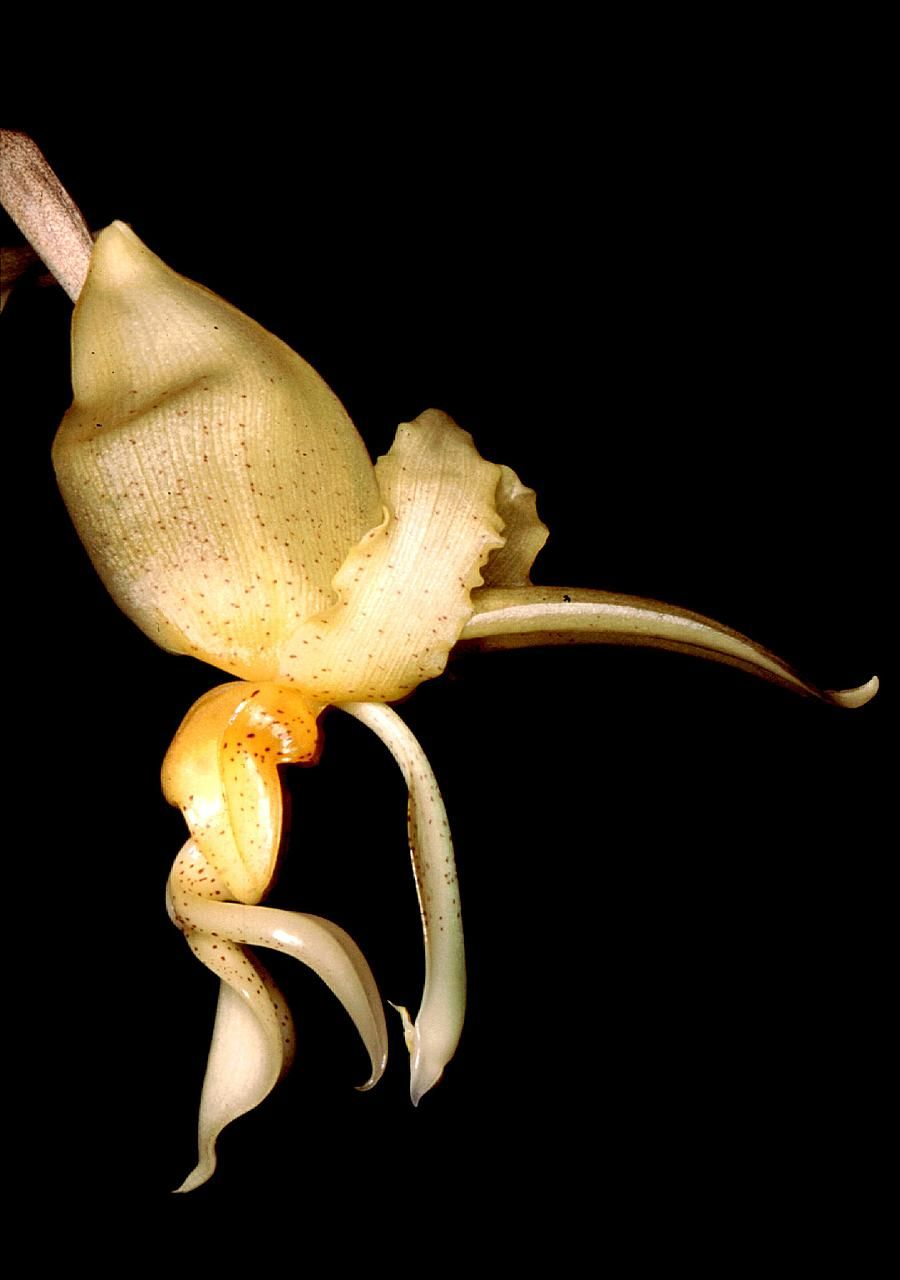
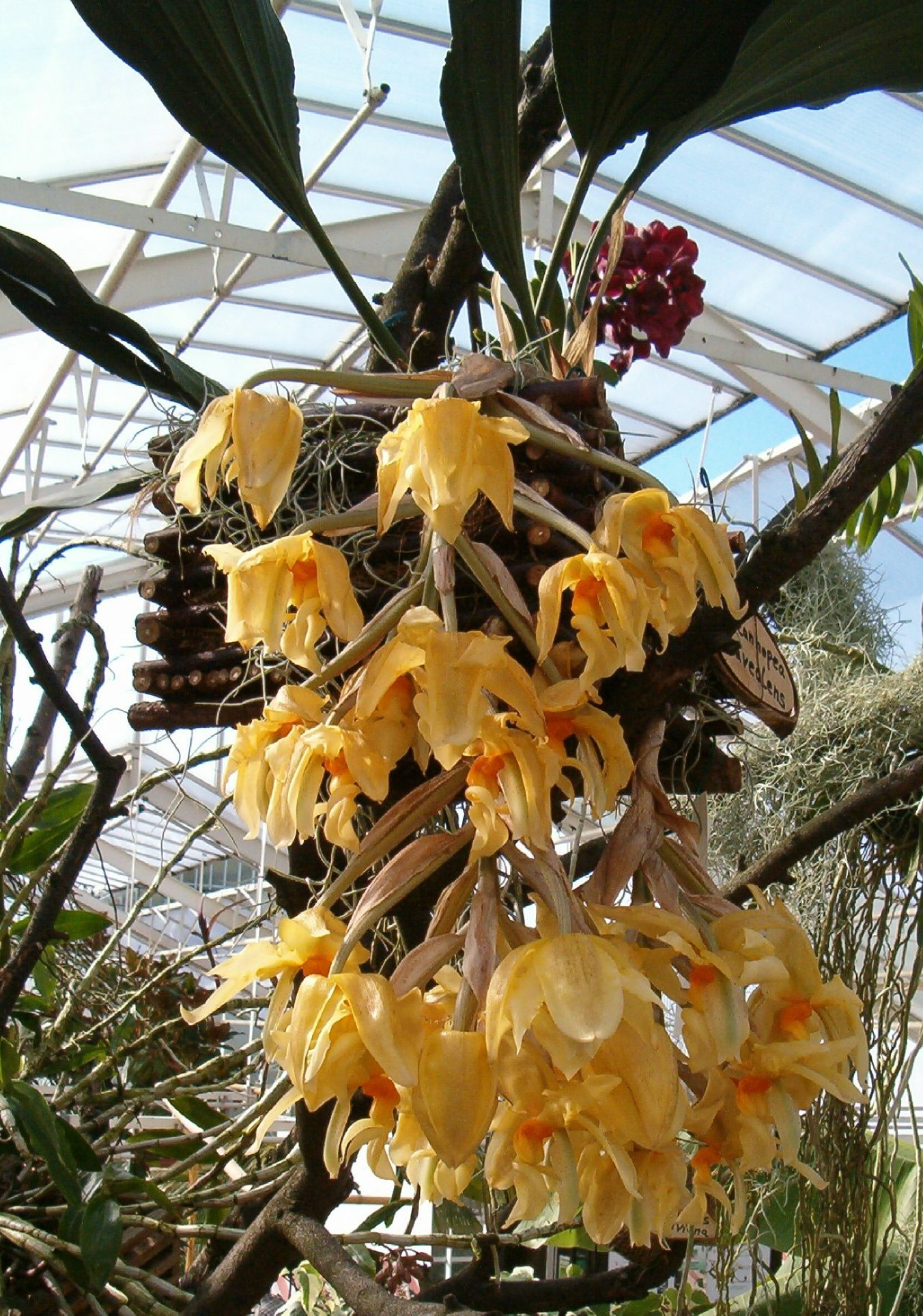
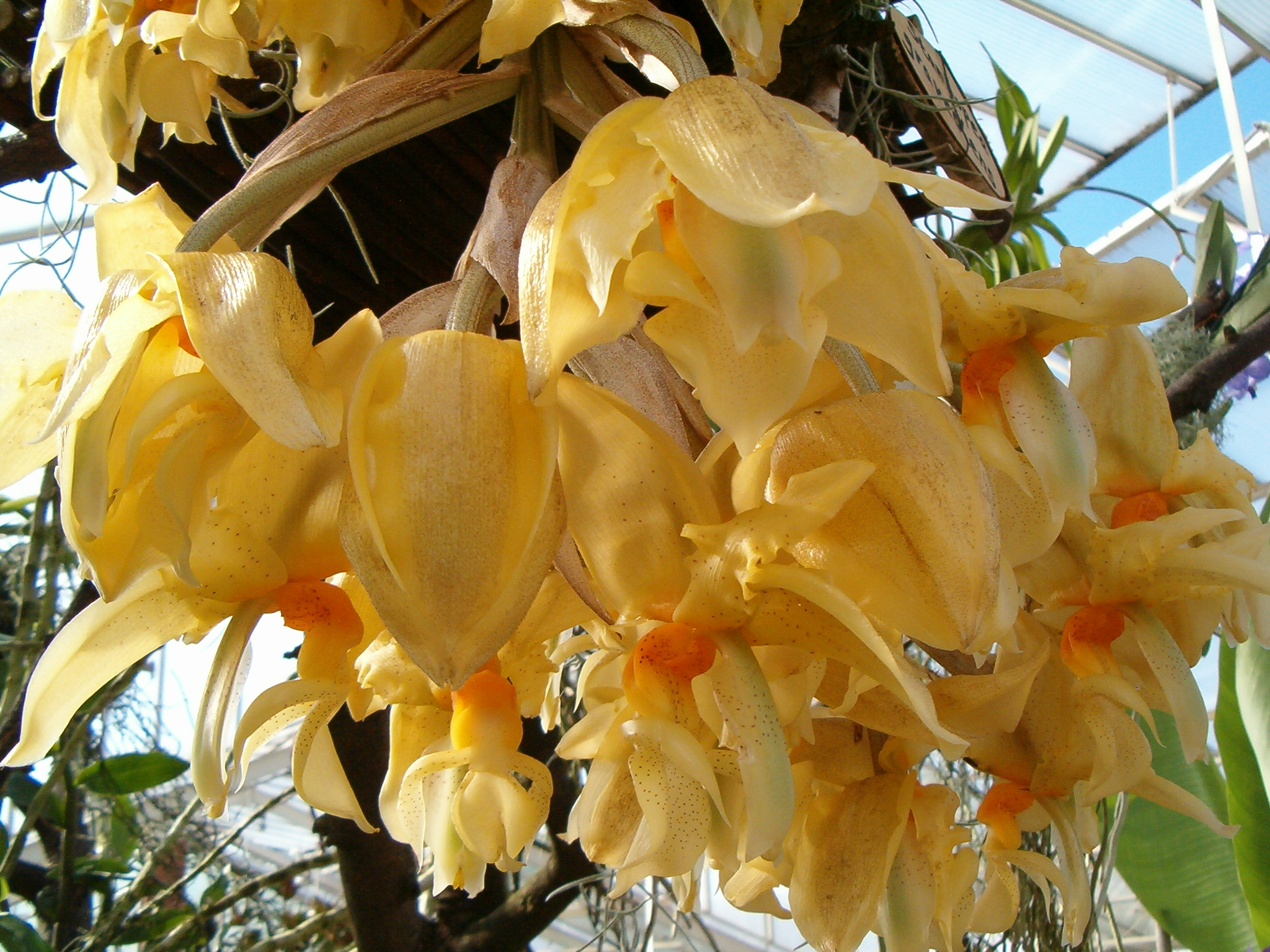
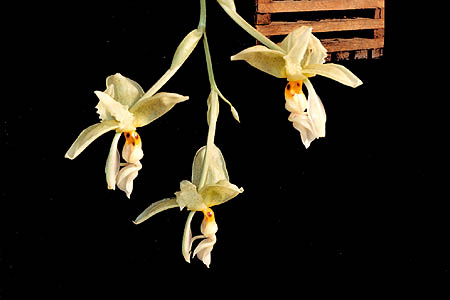